# Sandwell
Sandwell ist ein Metropolitan Borough im Metropolitan County West Midlands in England. Verwaltungssitz ist die Stadt Oldbury. Die weitaus größte Stadt mit rund 79.000 Einwohnern ist allerdings West Bromwich. Weitere bedeutende Orte im Borough sind Blackheath, Rowley Regis, Smethwick, Tipton und Wednesbury.
Der Borough liegt genau zwischen Birmingham im Osten, Wolverhampton im Nordwesten, Walsall im Norden sowie Dudley im Süden und Westen. Historisch gesehen liegt er mitten im Herzen des von Schwerindustrie und Kohlebergbau geprägten Black Country.

## Geschichte
Sandwell wurde am 1. April 1974 im Zuge einer weit reichenden Kommunalreform gebildet und entstand aus der Fusion der County Borough of Warley und West Bromwich, die zuvor zur Grafschaft Staffordshire gehört hatten. Wegen der historischen Rivalität zwischen West Bromwich und Smethwick (dem Zentrum von Warley) wählte man Oldbury als Sitz der Bezirksverwaltung.
1986 wurde Sandwell faktisch eine Unitary Authority, als die Zentralregierung die übergeordnete Verwaltung der West Midlands auflöste. Sandwell blieb für zeremonielle Zwecke Teil von West Midlands, und auch für einzelne übergeordnete Aufgaben wie Polizei, Feuerwehr und öffentlicher Verkehr.
Die Bezirksverwaltung erwog in der Vergangenheit mehrmals einen Namenswechsel, weil viele außerhalb der West Midlands nicht genau wissen, wo Sandwell überhaupt liegt. Da aber keine Stadt den Bezirk wirklich dominiert, konnte man sich nicht auf einen neuen Namen einigen.